# Gölbaşı, Ankara
Gölbaşı là một huyện thuộc tỉnh Ankara, Thổ Nhĩ Kỳ. Huyện có diện tích 738 km² và dân số thời điểm năm 2007 là 73670 người, mật độ 100 người/km².